# Olympische Sommerspiele 1992/Wasserball
Bei den XXV. Olympischen Sommerspielen 1992 in Barcelona fand ein Wettkampf im Wasserball statt. Austragungsort war das Montjuïc-Schwimmbad im Süden des Olympiaparks auf dem Montjuïc.

## Turnier
Die sechs bestplatzierten Teams der Weltmeisterschaft 1991 waren direkt für das olympische Turnier qualifiziert (Jugoslawien, Spanien, Ungarn, USA, Italien, Deutschland). Spanien als Gastgeber war gesetzt, weshalb die siebtplatzierte Sowjetunion nachrückte (im darauf folgenden Jahr durch das Vereinte Team vertreten). Die übrigen fünf Startplätze wurden vom 2. bis 10. Mai 1992 bei einem Qualifikationsturnier in Calgary vergeben; es qualifizierten sich Kuba, Australien, Griechenland, Frankreich und die Niederlande.
Nachdem der UN-Sicherheitsrat am 30. Mai 1992 gegen Jugoslawien aufgrund der Verwicklung im Bosnienkrieg Sanktionen beschlossen hatte, wurde das jugoslawische Weltmeisterteam zwei Tage vor Turnierbeginn ausgeschlossen und durch die Tschechoslowakei ersetzt (Sechstplatzierte des Qualifikationsturniers).
Die zwei besten Teams beider Vorrundengruppen zogen ins Halbfinale ein. Die dritt- und viertklassierten Teams trugen eine Runde um die Plätze 5 bis 8 aus, die fünft- und sechstklassierten Teams eine Runde um die Plätze 9 bis 12 (direkte Begegnungen in der Vorrunde zählten ebenfalls für das Endergebnis).

### Medaillengewinner
| Platz | Land | Spieler |
| ----- | ---- | --- |
| 1     | ITA  | Francesco Attolico, Alessandro Bovo, Paolo Caldarella, Alessandro Campagna, Marco D’Altrui, Massimiliano Ferretti, Mario Fiorillo, Ferdinando Gandolfi, Amedeo Pomilio, Francesco Porzio, Giuseppe Porzio, Carlo Silipo                       |
| 2     | ESP  | Daniel Ballart, Manuel Estiarte, Pedro Francisco García, Salvador Gómez, Marco Antonio González, Rubén Michavila, Miguel Ángel Oca, Sergi Pedrerol, Josep Picó, Jesús Miguel Rollán, Ricardo Sánchez, Jordi Sans, Manuel Silvestre            |
| 3     | EUN  | Dmitri Apanassenko, Andrei Belofastow, Dmitri Gorschkow, Wladimir Karabutow, Alexander Kolotow, Nikolai Koslow, Andriy Kovalenko, Sergei Markotsch, Sergei Naumow, Alexander Ogorodnikow, Jewgeni Scharonow, Alexander Tchigir, Alexei Wdowin |

### Vorrunde
Gruppe A
| Platz | Team               | Siege | Unent. | Ndlg. | Tore  | Diff. | Punkte |
| ----- | ------------------ | ----- | ------ | ----- | ----- | ----- | ------ |
| 1.    | Vereintes Team     | 5     | 0      | 0     | 50:32 | + 18  | 10     |
| 2.    | Vereinigte Staaten | 4     | 0      | 1     | 40:24 | + 16  | 8      |
| 3.    | Australien         | 2     | 1      | 2     | 44:41 | + 3   | 5      |
| 4.    | Deutschland        | 1     | 2      | 2     | 38:41 | - 3   | 4      |
| 5.    | Frankreich         | 1     | 1      | 3     | 38:42 | - 4   | 3      |
| 6.    | Tschechoslowakei   | 0     | 0      | 5     | 33:63 | - 30  | 0      |

| 1. August | 09:30 | Vereintes Team   | Tschechoslowakei | 10:6 (2:1, 1:1, 4:3, 3:1) |
| 1. August | 10:45 | Australien       | USA              | 4:8 (1:1, 1:2, 1:3, 1:2)  |
| 1. August | 18:30 | Deutschland      | Frankreich       | 7:7 (2:2, 2:2, 3:2, 0:1)  |
| 2. August | 09:30 | Tschechoslowakei | USA              | 3:9 (2:2, 0:2, 0:3, 1:2)  |
| 2. August | 12:00 | Frankreich       | Australien       | 5:9 (1:2, 0:2, 2:2, 2:3)  |
| 2. August | 19:45 | Vereintes Team   | Deutschland      | 11:7 (4:3, 3:2, 2:0, 2:2) |
| 3. August | 09:30 | USA              | Frankreich       | 11:7 (2:0, 3:3, 3:1, 3:3) |
| 3. August | 12:00 | Deutschland      | Tschechoslowakei | 15:9 (2:2, 4:1, 6:3, 3:3) |
| 3. August | 19:45 | Australien       | Vereintes Team   | 9:12 (2:3, 3:4, 2:1, 2:4) |
| 5. August | 09:30 | Tschechoslowakei | Frankreich       | 6:14 (1:4, 1:5, 2:2, 2:3) |
| 5. August | 12:00 | Vereintes Team   | USA              | 8:5 (0:2, 3:2, 2:0, 3:1)  |
| 5. August | 17:30 | Deutschland      | Australien       | 7:7 (1:2, 3:2, 1:0, 2:3)  |
| 6. August | 09:30 | Australien       | Tschechoslowakei | 15:9 (5:2, 2:2, 3:1, 5:4) |
| 6. August | 12:00 | USA              | Deutschland      | 7:2 (1:0, 2:0, 3:2, 1:0)  |
| 6. August | 18:45 | Vereintes Team   | Frankreich       | 9:5 (3:2, 1:0, 2:1, 3:2)  |

Gruppe B
| Platz | Team         | Siege | Unent. | Ndlg. | Tore  | Diff. | Punkte |
| ----- | ------------ | ----- | ------ | ----- | ----- | ----- | ------ |
| 1.    | Spanien      | 4     | 1      | 0     | 52:36 | + 16  | 9      |
| 2.    | Italien      | 3     | 2      | 0     | 41:34 | + 7   | 8      |
| 3.    | Ungarn       | 2     | 2      | 1     | 49:46 | + 3   | 6      |
| 4.    | Kuba         | 2     | 0      | 3     | 50:53 | - 3   | 4      |
| 5.    | Niederlande  | 0     | 2      | 3     | 36:46 | - 10  | 2      |
| 6.    | Griechenland | 0     | 1      | 4     | 32:45 | - 13  | 1      |

| 1. August | 12:00 | Ungarn       | Italien      | 7:7 (1:2, 2:1, 2:2, 2:2)   |
| 1. August | 19:45 | Griechenland | Kuba         | 9:10 (2:4, 3:0, 3:3, 1:3)  |
| 1. August | 21:00 | Spanien      | Niederlande  | 12:6 (5:3, 3:2, 1:1, 3:0)  |
| 2. August | 10:45 | Niederlande  | Italien      | 4:6 (0:2, 2:1, 0:1, 2:2)   |
| 2. August | 18:30 | Kuba         | Ungarn       | 11:12 (3:4, 3:3, 4:4, 1:1) |
| 2. August | 21:00 | Spanien      | Griechenland | 11:6 (1:3, 2:1, 4:1, 4:1)  |
| 3. August | 10:45 | Italien      | Kuba         | 11:8 (2:3, 2:2, 4:2, 3:1)  |
| 3. August | 18:30 | Griechenland | Niederlande  | 4:4 (0:0, 1:0, 2:2, 1:2)   |
| 3. August | 21:00 | Ungarn       | Spanien      | 5:8 (0:2, 1:1, 3:4, 1:1)   |
| 5. August | 10:45 | Niederlande  | Kuba         | 9:11 (5:3, 1:4, 0:2, 3:2)  |
| 5. August | 18:45 | Griechenland | Ungarn       | 7:12 (3:5, 1:2, 1:1, 2:4)  |
| 5. August | 21:00 | Spanien      | Italien      | 9:9 (3:2, 1:2, 2:2, 3:3)   |
| 6. August | 10:45 | Ungarn       | Niederlande  | 13:13 (5:3, 3:4, 1:3, 4:3) |
| 6. August | 17:30 | Italien      | Griechenland | 8:6 (2:2, 1:1, 3:2, 2:1)   |
| 6. August | 21:00 | Spanien      | Kuba         | 12:10 (2:3, 4:3, 4:2, 2:2) |

### Platzierungsrunde
Gruppe D
| Platz | Team        | Siege | Unent. | Ndlg. | Tore  | Diff. | Punkte |
| ----- | ----------- | ----- | ------ | ----- | ----- | ----- | ------ |
| 5.    | Australien  | 2     | 1      | 0     | 23:20 | + 3   | 5      |
| 6.    | Ungarn      | 2     | 0      | 1     | 28:27 | + 1   | 4      |
| 7.    | Deutschland | 1     | 1      | 1     | 24:21 | + 3   | 3      |
| 8.    | Kuba        | 0     | 0      | 3     | 22:29 | - 7   | 0      |

| 8. August | 09:30 | Australien  | Kuba   | 7:5 (2:0, 3:1, 2:2, 0:2)  |
| 8. August | 12:00 | Deutschland | Ungarn | 7:8 (3:2, 0:1, 2:3, 2:2)  |
| 9. August | 10:15 | Deutschland | Kuba   | 10:6 (2:2, 4:1, 1:1, 3:2) |
| 9. August | 14:00 | Australien  | Ungarn | 9:8 (2:2, 3:4, 3:2, 1:0)  |

Gruppe E
| Platz | Team             | Siege | Unent. | Ndlg. | Tore  | Diff. | Punkte |
| ----- | ---------------- | ----- | ------ | ----- | ----- | ----- | ------ |
| 09.   | Niederlande      | 2     | 1      | 0     | 28:20 | + 8   | 5      |
| 10.   | Griechenland     | 2     | 1      | 0     | 24:18 | + 6   | 5      |
| 11.   | Frankreich       | 1     | 0      | 2     | 28:31 | - 3   | 2      |
| 12.   | Tschechoslowakei | 0     | 0      | 3     | 22:33 | - 11  | 0      |

| 8. August | 10:45 | Frankreich       | Griechenland | 6:10 (0:2, 2:4, 2:1, 2:3) |
| 8. August | 17:30 | Tschechoslowakei | Niederlande  | 8:9 (2:0, 3:2, 2:3, 1:4)  |
| 9. August | 09:00 | Tschechoslowakei | Griechenland | 8:10 (2:2, 2:3, 3:2, 1:3) |
| 9. August | 11:30 | Frankreich       | Niederlande  | 8:15 (0:8, 1:2, 4:4, 3:1) |

### Finalrunde
|  | Halbfinale         | Halbfinale |                    |   | Finale | Finale |
|  |                    |            |                    |   |        |        |
|  | Italien            | 9          |                    |   |        |        |
|  | Vereintes Team     | 8          |                    |   |        |        |
|  |                    |            |                    |   |        |        |
|  |                    |            |                    |   |        |        |
|  | Spanien            | 8          |                    |   |        |        |
|  |                    | Italien    | 9 n. V.            |   |        |        |
|  |                    |            |                    |   |        |        |
|  | Spiel um Platz 3   |            |                    |   |        |        |
|  |                    |            | Vereinigte Staaten | 4 |        |        |
|  | Vereinigte Staaten | 4          | Vereintes Team     | 8 |        |        |
|  | Spanien            | 6          |                    |   |        |        |

Halbfinale
| 8. August | 18:45 | Italien | Vereintes Team | 9:8 (2:3, 3:2, 2:2, 2:1) |
| 8. August | 20:00 | USA     | Spanien        | 4:6 (1:1, 1:3, 1:0, 1:2) |

Spiel um Platz 3
| 9. August | 15:15 | USA | Vereintes Team | 4:8 (2:1, 0:2, 1:4, 1:1) |

Finale
| 9. August | 16:45 | Spanien | Italien | 8:9 n. V. (0:1, 2:3, 3:2, 2:1, 0:0, 1:1, 0:1) |

## Quelle
- Volker Kluge: Olympische Sommerspiele. Die Chronik IV. Seoul 1988 – Atlanta 1996. Sportverlag Berlin, Berlin 2002, ISBN 3-328-00830-6, S. 498–500.